# Çorlu
Çorlu (autrefois Tzurulum) est une ville industrielle du nord-ouest de la Turquie, sur la rive nord de la mer de Marmara. Elle tire son nom de l'ancien diocèse de Zorolus.

## Histoire
Jérôme-Adolphe Blanqui, en passant en 1841 par ici, décrit Tchorlou comme une petite ville de quatre mille habitants

## Villages
- Önerler